# 李棠 (明)
李 棠（り とう、1400年 - 1460年）は、明代の官僚。字は宗楷、号は蒙斎。本貫は処州府縉雲県。

## 生涯
1430年（宣徳5年）、進士に及第した。刑部主事に任じられ、刑部尚書の魏源に才能を認められた。1443年（正統8年）、金濂が刑部尚書となると、厳しく部下を脅しつけた。李棠は金濂と是非を弁論して、譴責されても動じなかったため、金濂にも才能を認められた。刑部員外郎に進んだ。南直隷の囚人を記録して、多くを再審して名誉回復させ、刑部郎中に進んだ。1449年（正統14年）9月、刑部右侍郎に抜擢された。ほどなく広西巡撫として出向し、提督軍務をつとめた。反乱が多発しており、李棠は軍を派遣してこれらを鎮圧した。
1452年（景泰3年）、思明土知府の黄𤦇が老い、子の黄鈞に後を嗣がせた。黄𤦇の庶兄の黄𤣾がその子に人を集めさせ、黄𤦇と黄鈞父子を襲撃し、殺害した。李棠は右参政の曾翬と副使の劉仁宅に命じてその事件を調査させた。曾翬らは黄𤣾父子を誘い出して捕らえ、獄に下した。黄𤣾は切羽詰まって使者を北京に派遣し、上書して皇太子朱見深を廃位して朱見済を立てるように景泰帝に請願した。景泰帝は大いに喜んで、黄𤣾を都督同知に抜擢し、その子を獄から出した。李棠は黄𤣾の事件が意を得なかったことから、鬱々としてたびたび引退を請願した。1454年（景泰5年）、病を理由に致仕し、帰郷した。1460年（天順4年）12月、死去した。享年は61。著書に『蒙斎集』があった。